# Relevage (prompt secours)
 (décembre 2018).
Si vous disposez d'ouvrages ou d'articles de référence ou si vous connaissez des sites web de qualité traitant du thème abordé ici, merci de compléter l'article en donnant les références utiles à sa vérifiabilité et en les liant à la section « Notes et références ».
Pour les articles homonymes, voir Relevage.
En prompt secours, le relevage est l'opération qui consiste à mettre une victime sur un brancard pour permettre son transport (brancardage) vers la structure de soins lorsque celle-ci est proche (par exemple hôpital de campagne dans le cas d'une catastrophe ou poste de secours préventif sur une manifestation), ou vers le véhicule d'évacuation (ambulance, hélicoptère). Le terme « relevage » est trompeur, dans la majorité des cas, la victime est en position allongée durant toute la manœuvre.
Note : les méthodes d'extraction d'un véhicule sont décrites dans l'article Prompt secours routier.

## Principes généraux
Comme pour tous les gestes de premiers secours et de prompt secours, le premier principe est de ne pas aggraver l'état de la victime. Le relevage ne se fait donc que lorsque la victime est transportable (état stable), ce n'est pas un geste d'urgence. Toutefois, lorsque l'urgence ne peut être traitée qu'à l'hôpital, il peut arriver que l'on relève une personne en état instable (voir la notion d'« heure d'or »), ceci dépendant de l'organisation des secours dans le pays. D'une manière générale, on ne fait un relevage qu'après autorisation de la régulation médicale (SAMU en France) ou du responsable médical sur place, ou si le bilan révèle que la victime ne présente aucun traumatisme et est consciente (selon le degré d'autonomie du chef d'équipe). On contrôlera de nouveau systématiquement les fonctions vitales après le relevage pour vérifier que l'opération n'a pas provoquée d'aggravation.
Il faut minimiser les mouvements que subit la victime (et donc éviter d'aggraver les blessures), et s'attacher à respecter la rectitude de l'axe tête-cou-tronc (pour éviter tout dommage à la moelle épinière). De ce fait, en général, on se contente de lever la victime au minimum pour glisser le brancard en dessous (techniques des « ponts »). On utilise parfois des intermédiaires de relevage ou « portoirs » comme des sangles, une planche ou plan dur, un matelas immobilisateur à dépression, un portoir à lattes (brancard Sicard et Mans) ou une civière à lame (ou à aubes). En absence de traumatisme, on peut utiliser un portoir souple pour dégager la victime et l'amener jusqu'au brancard.
Les équipiers doivent faire attention à ne pas se blesser, en particulier le dos, car ils doivent porter une charge lourde dans une position inconfortable. Il faut donc travailler le dos droit et soulever en utilisant un mouvement des cuisses.
Les équipiers doivent s'assurer qu'ils sont dans une position stable, afin de ne pas être déséquilibré lors de la manœuvre : les pieds doivent être écartés, non parallèles (en « 09h05 ») et décalés (un pied légèrement en avant par rapport à l'autre). Les mouvements sont coordonnés par les ordres donnés par le chef d'équipe.
Le chef doit choisir la position des équipiers en fonction de leur gabarit et de leurs capacités physiques. Le relevage est une opération fatigante, il convient donc d'enchaîner les étapes, mais sans brusquerie ; il faut donc s'entraîner à ces techniques.
Si la victime est sous inhalation de dioxygène, on interrompra cette inhalation le temps du relevage. Si la victime a des soins plus complexes en cours, on se conformera aux consignes du médecin ou de l'infirmier sur place (par exemple tenir la perfusion, continuer à ventiler une victime intubée…).

## Préparation du brancard
Il est nécessaire de préparer tout le matériel avant de commencer la manœuvre.
S'il s'agit d'un brancard normalisé, celui-ci doit être déplié, les compas doivent être verrouillés et sa solidité testée (on appuie sur toute la toile avec son genou en pesant de tout son poids). S'il s'agit d'un brancard sur roues, il faut le sortir du véhicule et l'abaisser à sa position la plus basse.
Selon les cas, on placera une couverture ou un matelas immobilisateur à dépression sur le brancard ; si le MID est positionné par défaut sur le brancard, on l'enlève s'il n'est pas nécessaire, afin de ne pas l'abîmer et d'alléger le brancard.

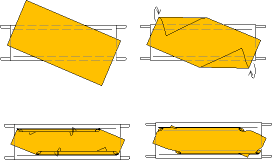
Mise en place d'une couverture sur un brancard

Si l'on utilise une couverture, celle-ci doit être roulée afin de ne pas gêner la manœuvre et de pouvoir être rabattue sur la victime une fois posée ; la victime sera ainsi enveloppée et protégée du froid également par en dessous. Pour cela :
1. on pose la couverture en diagonale sur le brancard,
2. on replie les coins latéraux vers le milieu,
3. puis on roule les triangles ainsi formés jusqu'à l'intérieur de la hampe du brancard (on doit voir la couture de la toile) ;
4. on retourne les « bourrelets » ainsi formés afin de les cacher sous la couverture.

Les coins de la couverture doivent dépasser, ils serviront à tirer la couverture pour recouvrir la personne.
Si le brancard est muni d'un matelas, celui-ci fournit déjà une isolation par-dessus, on se contente donc de poser la couverture sur la victime après le relevage. De même si le temps de parcours est court, on peut se contenter uniquement de couvrir le dessus.
Si l'on utilise un MID, il faut bien répartir les billes uniformément, poser un drap propre, et s'assurer que la pompe est bien en position aspiration.

## Techniques de relevage
Les techniques sont décrites pour une victime plat-dos. Si la personne doit être relevée dans une autre position, se référer au dernier paragraphe.
Les techniques de pont peuvent se faire avec un brancard normalisé ou à roues (avec ou sans matelas immobilisateur à dépression), un plan dur (planche) ou tout dispositif rigide qui peut se glisser sous la victime.
Notons que dans le cas d'un malaise ou d'un traumatisme bénin, on peut demander la collaboration de la victime : on peut tout simplement poser le brancard à côté d'elle et lui demander de se mettre dessus, en l'aidant. On peut également envisager une aide à la marche.

### Pont vertical

#### Relevage avec une civière à aubes
La méthode la plus sûre et nécessitant le moins de personnel consiste à utiliser une civière à aubes (scoop stretcher). En effet, elle permet d'effectuer un relevage à deux équipiers tout en assurant un soutien de la colonne vertébrale de la victime.
Cette méthode est logiquement utilisée dans les pays où les équipages d'intervention se composent de deux personnes. Par contre, elle nécessite de disposer de cette civière en nombre suffisant. Or, dans de nombreux contextes (structurels ou accidentels), il y a carence de matériel mais pas d'hommes. Par ailleurs, la civière à lame ne permet pas les relevages jambes relevées ou en position semi-assise. La connaissance des autres méthodes de relevage reste donc indispensable.
Voir l'article détaillé Civière de relevage à lames.

#### Pont amélioré
Le pont amélioré est la méthode de référence, car c'est celle qui permet de prendre le plus de précautions, mais elle nécessite la présence de cinq équipiers (dont le chef). Le relevage peut nécessiter la présence d'un sixième équipier pour s'occuper de la surveillance d'un traumatisme spécifique.
Le brancard est positionné dans l'axe de la victime, si possible du côté des pieds de la victime (ce qui permet au chef d'être dans l'axe de la victime), sinon du côté de la tête.

##### Brancard venant par les pieds
Préparation

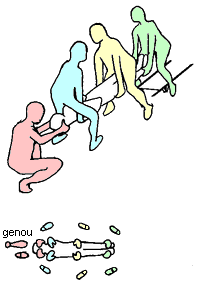
Pont amélioré, le brancard venant par les pieds ; l'image du haut représente une vue trois-quarts en plongée, l'image du bas une vue de dessous avec la position des pieds et des mains

1. on explique à la victime que l'on va la poser sur un brancard en vue de son évacuation ; si elle est consciente, on lui demande de croiser les bras sur sa poitrine (si cela est compatible avec son état) ;
2. le chef se place à la tête, un genou à terre (position dite du « trépied »), dans l'axe de la victime ; il maintient la tête en prise latéro-latérale ou occipito-mentonnière ; dans ce dernier cas, le genou levé est celui qui est du côté de la main placée sous le menton de la victime, ainsi, le coude du bras soutenant la nuque peut s'appuyer sur le genou baissé ;
3. le premier équipier se place aux pieds, et maintient les deux chevilles, ou bien met un bras sous les chevilles et un bras sous les mollets ;
4. le deuxième équipier enjambe la victime en s'appuyant sur un autre équipier, et place ses mains sous le bassin ; il regarde la tête de la victime ;
5. le troisième équipier enjambe la victime en s'appuyant sur un autre équipier, et place ses mains sous le dos de la victime, du côté des épaules ; il regarde les pieds de la victime ;
6. le quatrième équipier place le brancard dans l'axe de la victime, côté pieds si possible, côté tête sinon.

Les équipiers 1 à 3 doivent faire attention à écarter suffisamment les pieds pour que le brancard puisse passer entre leurs jambes.
Si le chef choisit la prise occipito-mentonnière, le genou relevé doit être du côté de la main qui se glisse sous le menton 
Exécution
1. le chef demande « Équipiers des pieds à la tête, êtes-vous prêts ? » ; les équipiers doivent répondre « Prêt(e) ! », en partant des pieds vers la tête (équipiers 4, puis 1, puis 2, puis 3) ;
2. si tous les équipiers ont répondu, le chef ordonne alors « Attention pour lever… Levez ! » ; simultanément, le chef lève la tête en restant en trépied, les équipiers se lèvent, bras tendu, en poussant sur les cuisses ; la victime doit se soulever horizontalement d'une hauteur juste suffisante pour glisser le brancard ;
3. le chef ordonne « Envoyez le brancard » ; le quatrième équipier fait glisser le brancard sous la victime, en faisant attention à ne pas heurter les pieds des équipiers ;
4. lorsque le brancard est bien positionné, le chef ordonne « Halte ! », le quatrième équipier arrête de pousser le brancard ;
5. puis le chef ordonne « Posez ! » ; simultanément, le chef baisse les bras, et les équipiers fléchissent leurs cuisses, ce qui pose la victime sur le brancard.

##### Brancard venant par la tête

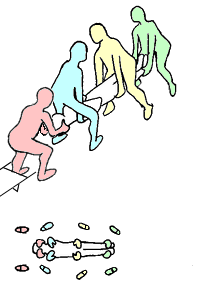
Pont amélioré, le brancard venant par la tête ; l'image du haut représente une vue trois-quarts en plongée, l'image du bas une vue de dessous avec la position des pieds et des mains

Si le brancard approche par la tête, deux techniques sont possibles.
La première : le chef se place au niveau de la tête mais sur le côté de la victime afin de laisser la place au brancard de passer ; il est en diagonale par rapport à l'axe de la victime. La seule prise possible est l'occipito-mentonnière ; la main du côté des pieds de la victime est engagée sous la nuque (toute autre prise aurait tendance à faire tourner la tête de la victime), et c'est donc le genou du chef qui est du côté des pieds de la victime qui est levé.
La seconde : le chef se place en pont dans l'axe, et se lève comme les autres équipiers pour laisser passer le brancard. Le maintien de tête peut alors être latéro-latéral.
Le reste de la technique est strictement identique à la technique précédente.

#### Pont simple

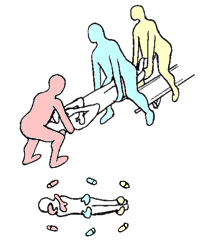
Pont simple ; l'image du haut représente une vue trois-quarts en plongée, l'image du bas une vue de dessous avec la position des pieds et des mains

Le pont simple est une variation du pont amélioré sans le maintien de la tête. Il ne peut donc être utilisé que lorsque l'on est sûr que la victime ne présente pas de traumatisme du rachis. Cette technique ne nécessite que quatre équipiers (dont le chef).
Le chef cumule en fait la fonction de l'équipier no 1 : il enjambe la victime en s'appuyant sur un équipier et en regardant les pieds ; il met une main sous la nuque de la victime, l'autre main sous le dos, entre les omoplates. Il se lève avec les autres équipiers, et le brancard passe entre ses jambes. Le reste de la manœuvre est identique.
Lorsque la victime présente un traumatisme particulier, mais sans suspicion de traumatisme rachidien, on peut effectuer un pont simple avec cinq personnes, le chef étant alors sur le côté pour s'occuper spécifiquement de la partie blessée. Par exemple, en cas de suspicion de fracture d'une jambe, il peut s'occuper de soutenir la jambe attelée.

#### Relevage à l'aide d'une sangle

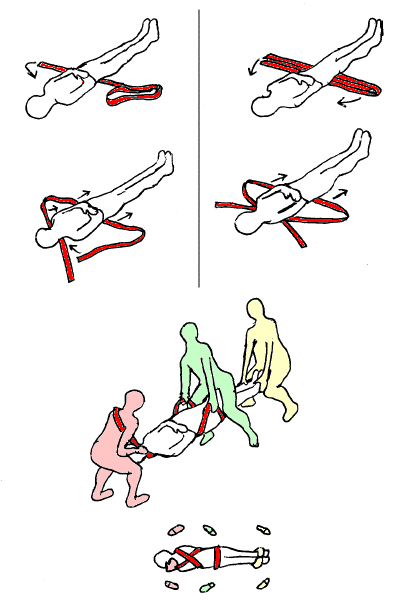
Utilisation d'une sangle pour le relevage plat dos

Une sangle de manutention peut faciliter le relevage. On utilise pour cela une sangle non élastique de 6 m de long, au minimum de 3 cm de large (pour répartir le poids et éviter la douleur) et suffisamment résistante (au minimum supportant 150 kg).
La sangle est glissée sous la victime : sa forme plate permet de la faire passer sous le dos et sous le bassin sans soulever la victime. Cette sangle forme deux poignées qui permettent au secouriste au bassin d'avoir une meilleure prise et un dos bien droit ; elle se croise dans le dos ce qui évite au secouriste aux épaules (pont amélioré) ou à la tête (pont simple) de mettre son bras entre les omoplates, et donc lui également permet de rester le dos droit. La sangle facilite donc le relevage de personnes obèses.
On peut mettre en place la sangle de deux manières :
- si le creux du dos est peu marqué (image de gauche), on engage la sangle dans le creux du dos jusqu'à la moitié, puis on fait passer chaque extrémité sous la nuque, on glisse ces deux branches sous le dos puis la partie restant dans le creux du dos est glissée sous les fesses ;
- si le creux du dos est suffisamment marqué (image de droite) : on plie la sangle en trois, on la glisse dans le creux du dos, on fait remonter les deux extrémités vers les épaules et on glisse la partie centrale sous les fesses.

Puis, l'équipier aux épaules fait passer une des extrémités sur son épaule puis sous l'aisselle opposée (elle traverse donc son dos) ; les deux extrémités sont nouées ou bien tenue par une main. Une des mains passe sous la nuque de la victime pour soutenir la tête
(ne fait plus partie du nouveau programme PSE2)il est préférable d'utiliser un brancard dit « cuillère ».

### Pont de translation (pont néerlandais)
Avec la méthode du pont néerlandais, ou pont de translation, on place le brancard à côté de la victime et on déplace la victime sur le brancard. Cette méthode est utile lorsque l'on ne peut pas faire glisser le brancard dans l'axe (par exemple on n'a qu'un accès latéral à la victime, ou bien le terrain est accidenté ou sablonneux et ne permet pas de faire glisser le brancard) ; mais la mobilisation de la victime étant plus importante, on augmente le risque de traumatisme. En cas de suspicion de traumatisme de la colonne vertébrale, on envisagera d'abord un pont amélioré utilisant une planche sur un terrain accidenté ou sablonneux, ou l'utilisation d'une civière à aubes en cas d'accès difficile.
Lorsque l'on est sûr que la victime ne présente pas de traumatisme grave, on peut utiliser le pont néerlandais à trois équipiers (dont le chef) pour économiser le nombre d'équipiers engagés.

#### Pont néerlandais à quatre
Préparation

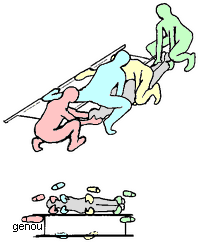
Pont néerlandais à quatre secouristes ; l'image du haut représente une vue trois-quarts en plongée, l'image du bas une vue de dessous avec la position des pieds et des mains

1. on explique à la victime que l'on va la poser sur un brancard en vue de son évacuation ; si elle est consciente, on lui demande de croiser les bras sur sa poitrine (si cela est compatible avec son état) ;
2. on place le brancard contre la victime ;
3. le chef se place à la tête, il pose un genou à terre ; l'autre genou est relevé (position du trépied) ; il maintient la tête en position latéro-latérale ;
4. le brancard est glissé contre la victime, du côté où le chef a le genou à terre ; la hampe du brancard est coincée contre la cuisse du chef ;
5. le troisième équipier se place au niveau des pieds, il coince la hampe avec son pied et saisit les chevilles (ou bien met un bras sous les chevilles, l'autre sous les mollets) ;
6. le premier équipier enjambe la victime en s'appuyant sur un autre équipier, et pose son pied sur la hampe la plus éloignée, il enjambe donc la victime et le brancard ; il place ses mains sous le dos de la victime, du côté des épaules ; il regarde les pieds de la victime ;
7. le deuxième équipier enjambe la victime en s'appuyant sur un autre équipier, et pose son pied sur la hampe la plus éloignée, il enjambe donc la victime et le brancard ; il place ses mains sous le bassin ; il regarde la tête de la victime.

Les équipiers 1 et 2 sont donc en fente latérale, la jambe côté victime fléchie, la jambe côté brancard tendue.
Exécution
1. le chef demande « Êtes-vous prêts ? » ; les équipiers doivent répondre « Prêt(e) ! », en partant des pieds vers la tête (équipiers 3, puis 2, puis 1) ;
2. si tous les équipiers ont répondu, le chef ordonne alors « Attention pour lever… Levez ! » ; simultanément, le chef lève la tête en restant en trépied, les équipiers exécutent une translation en tendant la jambe fléchie et en fléchissant la jambe tendue, la victime est ainsi levée et translatée au-dessus du brancard ;
3. lorsque la victime est bien positionnée, le chef ordonne « Posez ! » ; simultanément, le chef baisse les bras, et les équipiers fléchissent leurs cuisses, ce qui pose la victime sur le brancard.

#### Pont néerlandais à trois

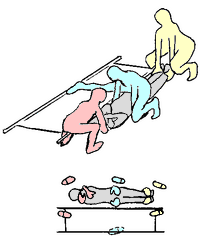
Relevage par un pont néerlandais à trois secouristes ; l'image du bas est une vue de dessous avec les positions des mains et des pieds.

Dans le pont néerlandais à trois, le chef cumule le rôle du premier équipier. Il se place à la tête, met un pied à l'intérieur du brancard pour maintenir la hampe ; il place une main sous la nuque, une autre sous le dos, entre les omoplates. Seul l'équipier qui est au bassin enjambe le brancard.

### Pont à deux
Si la victime ne présente pas de traumatisme et que seuls deux personnes sont disponibles, il est possible de glisser un plan dur : un des sauveteurs lève la tête, l'autre sauveteur glisse le plan dur dessous ; puis, le premier sauveteur lève les épaules, puis les hanches, tandis que l'autre continue de pousser la planche.

### Relevage en tournant la victime
Lorsque la victime ne présente pas de traumatisme instable (en particulier pas de fracture), il est possible de la tourner sur le côté, ce qui peut faciliter la mise sur le brancard si l'on n'a pas de civière à lame. Ces méthodes peuvent aussi s'utiliser dans des cas d'urgence, lorsque l'on n'a pas le temps d'amener du matériel.
Notamment dans le cas de personnes obèses, les relevages traditionnels sont très fatigants et présentent des risques de blessure du dos pour les sauveteur, car ils sont penchés en avant. La rotation de la victime se fait elle sans effort, et permet de glisser un dispositif, portoir souple ou plan dur, qui permet de lever dans de bonnes conditions, le dos droit et avec une bonne prise (poignées).
Cette méthode est également utile si la victime est dans un lieu étroit comme une fosse ; la rotation permet de glisser un portoir souple, une planche ou les parties d'une civière à aubes.

#### Relevage à la cuillère
Le relevage à la cuillère est une opération qui consiste à porter la victime à plusieurs équipiers en la plaquant sur la poitrine. Cette méthode ne peut être utilisée que si la victime ne présente pas de traumatisme instable (en particulier pas de fracture). Elle est assez inconfortable pour la victime, qui se retrouve sur le côté, il faut donc bien expliquer la manœuvre avant de la débuter.
L'avantage est de pouvoir transporter la personne jusqu'au brancard lorsque l'on ne peut pas approcher celui-ci de la victime. Le fait de plaquer la victime contre la poitrine permet de réduire les efforts fournis par les équipiers, et de travailler dos droit. Cependant, on peut la plupart du temps effectuer un relevage avec un plan dur, un portoir souple ou une civière à lame ; on réservera donc le relevage à la cuillère aux cas où ces portoirs ne sont pas disponibles.
Il convient si possible de choisir des équipiers de même taille. La technique peut se faire de deux à quatre équipiers (chef compris).
À trois équipiers, la mise en place se fait de la manière suivante :
- les équipiers se mettent sur le côté de la victime, en trépied, le genou levé est celui qui est du côté de la tête ; le genou levé est tourné afin d'être le plus proche possible de la victime ;
- le chef est aux épaules de la victime, il glisse un bras sous la nuque et un bras sous le dos ;
- le premier équipier est au bassin, il glisse un bras dans le creux du dos et un bras sous les fesses ;
- le deuxième équipier glisse un bras sous les cuisses et un bras sous les mollets.

La manœuvre se fait ensuite de la manière suivante :
- levage

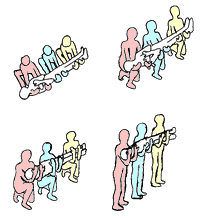
Relevage à la cuiller

  1. le chef demande « Êtes-vous prêts ? » ; les équipiers répondent « Prêt(e) » ;
  2. le chef ordonne alors « Attention pour lever… Levez ! » le chef et les équipiers soulèvent la victime, pivotent le genou levé afin qu'il se place sous la victime, et posent celle-ci dessus ;
  3. le chef ordonne « plaquez ! » ; le chef et les équipiers plaquent la victime contre leur poitrine ;
  4. le chef ordonne « Debout ! » ; tout le monde se lève en même temps ;
  5. les équipiers se déplacent et amène la victime jusqu'au brancard, en faisant attention à maintenir la rectitude de l'axe tête-cou-tronc ; les déplacements sont dirigés par le chef ;
- dépose
  1. l'équipe se place contre le brancard ; le chef ordonne « Genou à terre ! » ; le chef et les équipiers mettent le genou qui est du côté des pieds de la victime à terre ;
  2. le chef ordonne « Rabattez ! » ; la victime est remise plat dos sur les genoux levés ;
  3. le chef ordonne « Posez ! » ; la victime est posée sur le brancard.

Pour la pose, l'équipe peut se faire aider par un ou deux équipiers qui se placent de l'autre côté du brancard et réceptionnent la victime, soulageant l'équipe porteuse.
Cette technique peut aussi s'utiliser pour un dégagement d'urgence en cas de suspicion de traumatisme de la colonne vertébrale, par exemple dans le cas d'une victime inconsciente menacée par une montée rapide des eaux (inondation).

#### Relevage avec un plan dur

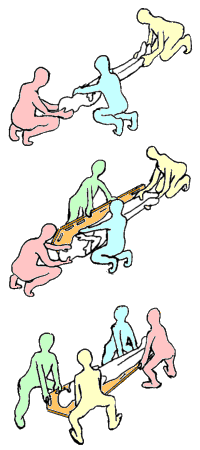
Relevage à la cuillère à l'aide d'une planche

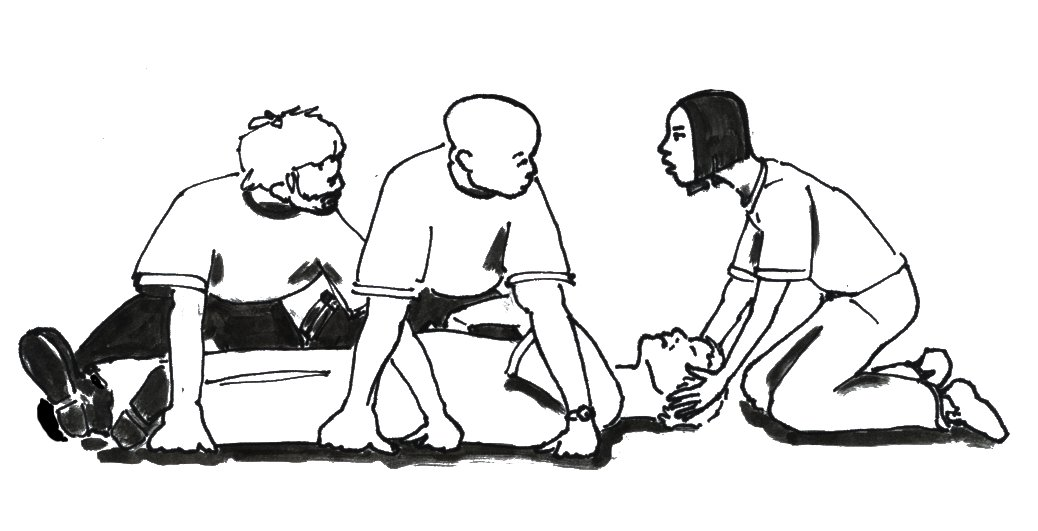
alternative pour la position des secouristes (intéressante pour les victimes obèses) : remarquez les bras des secouristes qui s'entrecroisent sur le bassin

La technique consiste à tourner la victime sur le côté, à plaquer le plan dur contre son dos, puis à retourner l'ensemble ; la victime se retrouve donc à plat-dos sur la planche. La rotation se fait à trois personnes, à la manière de la PLS à trois : le chef maintient la tête en position latéro-latérale, un équipier se met au niveau du buste et maintient l'épaule et la hanche opposées à lui, un autre équipier maintient les chevilles.
Cette méthode peut être utilisée en urgence par seulement deux équipiers (dont le chef). Par exemple dans le système américain, une personne victime d'un arrêt cardiorespiratoire n'est pas traitée sur place mais évacuée en urgence (scoop and run) par les secouristes paramédicaux (paramedics). La victime ne présentant en général pas de traumatisme (cas de la mort subite par infarctus du myocarde), ils se permettent d'utiliser cette méthode impliquant une mobilisation importante de la victime, mais permettant un relevage rapide avec peu de moyens. Le relevage se fait alors après l'éventuelle délivrance d'un choc électrique par un défibrillateur semi-automatique. Les manœuvres de réanimation cardiopulmonaire sont provisoirement interrompues durant le relevage.
Cette technique n'est pas utilisée en France, car c'est l'« hôpital qui vient à la victime » (stay and play, le smur se déplace avec un médecin et tout le matériel permettant la prise en charge sur place).

#### Relevage avec un portoir souple

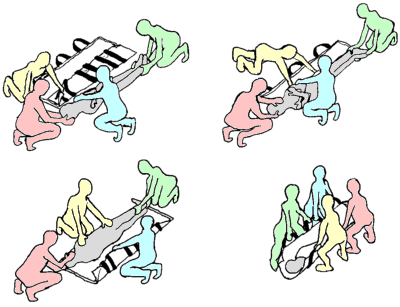
Relevage avec un portoir souple

Le relevage avec un portoir souple s'inspire de la méthode utilisée pour changer les draps d'un patient impotent.
Le portoir est positionné contre la victime. On met un drap sur le portoir souple, puis on rabat un tiers du portoir vers le milieu, en faisant attention à ce que les poignées soient sous la partie rabattue.
La victime est tournée sur le côté, à l'opposé du portoir, en utilisant la méthode de la PLS à trois. Le portoir est glissé contre le dos de la victime, puis la victime est remise plat-dos. La victime est tournée sur son autre côté, ce qui libère la partie pliée ; on déplie le portoir et le drap, et on remet la victime plat-dos. Le drap est rabattu sur la victime de chaque côté.
On peut ainsi lever la victime dans de bonnes conditions.

### Relevage dans une autre position que plat-dos

#### Victime sur le côté (PLS)
Une victime inconsciente sera fréquemment médicalisée, et donc remise plat-dos (ses voies aériennes sont maintenues libres par intubation orotrachéale). Cependant, dans certains cas, la médicalisation n'est pas nécessaire (cas par exemple d'une intoxication alcoolique), le relevage peut donc se faire avec la victime en position latérale de sécurité (PLS).
On utilise pour cela un pont amélioré, avec les modifications suivantes :
- idéalement, on place un matelas immobilisateur à dépression pour assurer la stabilité de la victime ;
- le chef maintient la tête comme lors d'une mise en PLS à trois : latéro-latérale avec une main sous la joue au sol, ou bien occipito-mentonnière avec la main côté menton sous la joue et les doigts en crochet sous le menton, et la main côté nuque sous la nuque ;
- les équipiers se mettent en place ; l'équipier du bassin stabilise la victime tandis que l'équipier au épaules saisit le bras au sol et glisse la main sous l'aisselle du haut ; il aligne le bras du haut dans l'axe du corps ;
- l'équipier aux pieds met ses mains sous les genoux de la victime.

Lorsque l'on pose la victime sur le brancard, son dos doit être contre la hampe. Le matelas « coquille » doit être moulé pour stabiliser la victime, en laissant un espace libre devant le visage.

#### Victime à plat ventre
Une victime à plat ventre est habituellement retournée, afin que l'on puisse effectuer le bilan, et pour faciliter sa respiration (le poids du corps appuyant sur la poitrine). Toutefois, le transport à plat ventre est parfois indiqué, comme en cas de brûlure au dos.
La victime est relevée avec une méthode de pont. Il faut au minimum quatre personnes pour lever la victime (donc pont amélioré ou pont néerlandais à quatre) :
- le chef tient la tête en mettant une main sous le cou côté nuque, une main sous la joue au sol côté menton (la victime a la tête tournée d'un côté) ; dans le cas d'un pont néerlandais, il faut si possible présenter le brancard du côté de la nuque ;
- l'équipier aux pieds place ses mains au-dessus des genoux (s'il tenait les chevilles, cela provoquerait le fléchissement des genoux) ;
- la victime doit avoir les bras le long du corps pour le relevage, puis on les lui fait croiser au-dessus de sa tête une fois sur le brancard pour des raisons de confort.

#### Victime debout
Un certain nombre de victimes se trouvent debout mais doivent être transportées allongées. Cependant, il n'est pas toujours possible de demander à la victime de s'allonger, notamment lorsque l'on suppose un traumatisme de la colonne vertébrale : en effet, certains intervenants américains estiment que 17 à 25 % des victimes d'un traumatisme du rachis sont trouvées debout, marchant sur les lieux de l'accident , et dans ce cas, un allongement classique solliciterait les vertèbres (traction des muscles, répartition du poids) et risquerait d'aggraver le traumatisme (paralysie, voire décès).
La première étape consiste à s'assurer de la coopération de la personne ; celle-ci peut être agitée en raison du choc psychologique ou d'un éventuel traumatisme crânien. On lui pose un collier cervical en position debout.
Si l'on dispose d'un matelas immobilisateur à dépression, l'idéal est de le mouler autour de la personne et de faire le vide (« coquiller » debout) ; on pourra ainsi incliner la personne et la poser sur le brancard sans solliciter les vertèbres.
Si l'on ne dispose pas de MID, on peut utiliser un plan dur :
1. le chef se place derrière la victime et lui tient la tête ;
2. un équipier se met sur un côté de la victime et vient plaquer la planche contre le dos de la victime, en interposant un drap entre le dos et la planche, pour faciliter le glissement lors de l'inclinaison ;
3. un troisième équipier glisse un linge sous la nuque de la victime, pour le confort et éviter une hyper extension, puis se place sur l'autre côté et tient la planche ;
4. les équipiers sur les côtés passent le bras côté victime sous l'aisselle de la victime et vienne saisir le plan dur ; ceci limitera le glissement de la victime sur la planche ; avec leur bras opposé à la victime, ils maintiennent le haut de la planche (c'est la partie qui sera la plus lourde) ;
5. l'équipe met lentement la planche à l'horizontale.

#### Victime assise
La position assise ou semi assise (semi couchée) est la position de transport pour une victime consciente présentant un traumatisme à la poitrine ou une difficulté respiratoire. Dans ce cas, la victime est installée en position semi assise (sur une chaise, par terre en s'appuyant sur un sauveteur, ou contre un mur) et le relevage s'effectue de la manière suivante :
1. un secouriste se place de chaque côté de la victime ;
2. la victime passe ses bras autour du cou des équipiers ;
3. les équipiers passent un bras derrière le dos pour le placer sous l'aisselle opposée, et mettent l'autre main sous la cuisse qui est de leur côté ;
4. un équipier se place aux jambes comme pour un pont normal ;
5. au commandement, ils soutiennent la victime tandis qu'une personne retire la chaise
6. un équipier glisse le brancard sous la victime et celle-ci est posée.

Si la victime est assise par terre, il faut un sauveteur pour tenir les jambes, en faisant un pont.
Si la victime présente un problème cardiaque, il faut éviter qu'elle ne lève les bras. On peut alors se servir d'un anneau de sangle que l'on fait passer sous les fesses et derrière le dos de la victime, en passant sous ses aisselles. La tête n'est alors plus maintenue.

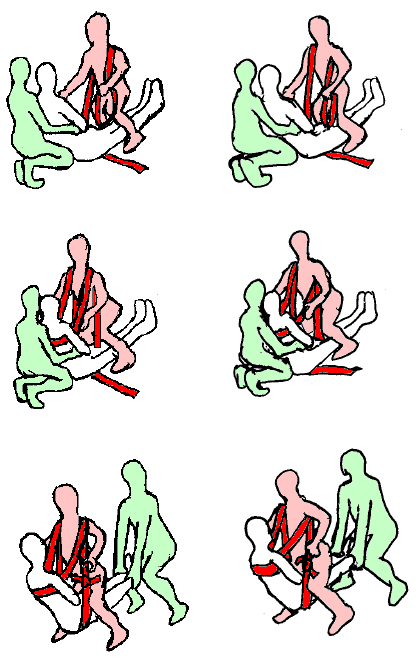
Deux méthodes pour relever une victime semi assise avec une sangle

Si l'on dispose d'une sangle de manutention de 6 m, on peut effectuer le relevage avec trois équipiers :
1. un équipier enjambe le bassin de la victime et glisse la sangle sous les fesses de la victime en laissant dépasser une petite extrémité ;
2. la grande extrémité passe sous son aisselle puis sur l'épaule opposée, puis sous les aisselles de la victime (elle passe donc dans le dos de la victime) ;
3. la sangle passe sur l'épaule puis sous l'aisselle de l'équipier, formant ainsi une croix dans son dos, et les deux extrémités de la sangle sont nouées ou bien sont maintenues à la main.

Ainsi, un seul équipier soulève tout le haut du corps, en travaillant avec le dos bien droit.
On peut utiliser une technique alternative :
1. comme pour l'autre méthode, la sangle est glissée sous les fesses de la victime en laissant dépasser une petite extrémité ;
2. la grande extrémité passe sur l'épaule du secouriste puis sous son aisselle opposée, puis sous les aisselles de la victime (elle passe donc dans le dos de la victime) ;
3. la sangle repasse sur l'épaule et sous l'aisselle de l'équipier, puis est nouée à l'autre extrémité ou bien sont maintenues à la main.

Le poids porte sur une seule épaule, ce qui peut être utile si un appui du secouriste est plus fort que l'autre ou si une de ses épaules a des problèmes.
Si la victime est assise sur une chaise et que le transport assis jambes pendantes n'est pas contre-indiqué (notamment pas de problème circulatoire), et que la chaise a des pieds fixes et n'est pas pliante, on peut directement utiliser la chaise pour le brancardage. Sinon, on peut substituer à la chaise une chaise roulante ou bien un brancard :
1. les équipiers se placent comme pour un relevage assis normal, ils lèvent légèrement,
2. le troisième équipier enlève la chaise,
3. il glisse à la place une chaise roulante, ou bien vient s'occuper des jambes tandis qu'un troisième équipier glisse le brancard.

Si la victime présente une suspicion de traumatisme du dos, il faut lui glisser une planche contre le dos avant de l'incliner (après avoir posé un collier cervical). Si elle est sur une chaise, on glissera la planche entre le dossier et le dos et on inclinera la chaise en maintenant la victime ; l'utilisation d'une attelle d'extraction (type KED) est intéressante dans ce contexte.